# 시카스가촌
시카스가촌(鹿菅村)은 아이치현 호이군에 설치되었던 촌이다. 현재의 도요하시시에 해당한다.